# Mali rombiheksakron
Mali rombiheksakron je dualno telo malega heksakronskega ikozitetraedra. Na pogled ga ne moremo ločiti od malega heksakronskega ikozitetraedra.

## Vir
- Wenninger, Magnus (1983), Dual Models, Cambridge University Press, ISBN 978-0-521-54325-5, MR730208